# Fjölnir Reykjavík
Ungmennafélagið Fjölnir, mai mult cunoscut ca Fjölnir Reykjavík, este un club de fotbal din Reykjavik, Islanda care evoluează în 1. deild karla. Echipa susține meciurile de acasă pe Fjölnisvöllur cu o capacitate de 1.000 de locuri.